# Râul Camencuța
Camencuța este un râu din Republica Moldova, afluent de stânga al râului Camenca. Izvorăște în parte de veste a stepei Bălțului, între satele Cucuieții Noi și Malinovscoe. Curge spre sud formând o vale cu versanți, reltiv, simetrici. Alimentația râului este mixtă, predominând cea nivală.